# Neolucanus insulicola
Neolucanus insulicola là một loài bọ cánh cứng trong họ Lucanidae. Loài này được Kurosawa mô tả khoa học năm 1976.